# Fulvia Stevenin
Fulvia Stevenin (pron. fr. AFI: [stevənɛ̃]) (Ivrea, 18 ottobre 1965) è un'ex sciatrice alpina italiana.

## Biografia
Specialista delle prove tecniche originaria di Gressoney-Saint-Jean, ottenne il primo piazzamento internazionale in occasione dello slalom speciale di Coppa del Mondo disputato il 17 dicembre 1982 quando si classificò 12ª: tale risultato sarebbe rimasto il migliore della Stevenin nel massimo circuito internazionale. Ai successivi Mondiali juniores di Sestriere 1983 vinse la medaglia d'oro nello slalom speciale e l'anno dopo ai XIV Giochi olimpici invernali di Sarajevo 1984, sua unica presenza olimpica, non completò né lo slalom gigante né lo slalom speciale; il 17 dicembre dello stesso anno bissò il suo miglior risultato in Coppa del Mondo, a Santa Caterina Valfurva in slalom gigante (12ª). In Coppa Europa nella stagione 1985-1986 fu 3ª nella classifica di slalom gigante e il 6 dicembre 1986 ottenne il suo ultimo piazzamento internazionale, nello slalom gigante di Coppa del Mondo disputato a Waterville Valley (13º); si ritirò in occasione dei Campionati italiani 1987, dove conquistò la medaglia d'oro nello slalom gigante e quella di bronzo nel supergigante. Non ottenne piazzamenti ai Campionati mondiali.

## Palmarès

### Mondiali juniores
- 1 medaglia:
  - 1 oro (slalom speciale a Sestriere 1983)

### Coppa del Mondo
- Miglior piazzamento in classifica generale: 66ª nel 1983

### Coppa Europa
- Miglior piazzamento in classifica generale: 13ª nel 1986

### Campionati italiani
- 6 medaglie[2]:
  - 3 ori (slalom gigante nel 1983; slalom gigante nel 1985; slalom gigante nel 1987)
  - 1 argento (slalom gigante nel 1984)
  - 2 bronzi (combinata nel 1986; supergigante nel 1987)